# Federal Deposit Insurance Corporation
De Federal Deposit Insurance Corporation (FDIC) is een Amerikaanse nationale instelling die ten doel heeft banktegoeden te garanderen, vergelijkbaar met het Europese depositogarantiestelsel. Vanaf medio 2011 is Martin Gruenberg de voorzitter van deze organisatie. FDIC telt ruim 6000 medewerkers en heeft ongeveer 1% van het gegarandeerde vermogen als kapitaal beschikbaar om tegenvallers op te vangen.

## Geschiedenis
De FDIC is op grond van de Glass-Steagall Act opgericht in juni 1933, in het kader van Franklin D. Roosevelts New Deal-programma tijdens de Grote Depressie.
Doel van de FDIC was in eerste instantie een "bankrun” te voorkomen, zoals die bij eerdere economische depressies regelmatig voorkwam; zo'n bank panic veroorzaakte in de laatste dagen van Herbert Hoovers regering de val van 4000 banken. De FDIC verzekert banktegoeden tot een bepaald maximum, waartoe alle banken een bijdrage moesten storten in een overheidsfonds, het Bank Insurance Fund (BIF); voorts hield zij toezicht op de door banken aan te houden kastegoeden. Het kreeg een startkapitaal van US$ 289 miljoen. De ministerie van Financiën en de Federale Reserve leende dit geld aan de FDIC en dit werd in 1948 terugbetaald toen de FDIC zelf voldoende reserves had opgebouwd. Vanaf 1 juli 1934 was FDIC effectief en verzekerde geld van particulieren bij de banken tot een bedrag van US$ 5000.
Het plafond voor de garanties werd in de loop der jaren regelmatig opgetrokken en bedroeg in 2007 US$ 100.000; de garantie geldt voor meerdere tegoeden bij verschillende banken (niet bij bijvoorbeeld een internetbank die deel uitmaakt van een 'gewone' bank). De eerste maal dat er op grote schaal beroep moest worden gedaan op het garantiefonds was tijdens de savings & loans-crisis van eind jaren 80 en begin '90 die de belastingbetaler uiteindelijk US$ 150 miljard kostte. Nadien werd een tweede garantiefonds opgericht, wat echter concurrentie en sterk verschillende premies tot gevolg had; in 2006 werden beide fondsen dan ook samengevoegd tot het Deposit Insurance Fund (DIF). Op 3 oktober 2008 werd het maximum tijdelijk opgetrokken tot US$ 250.000 in het kader van maatregelen om de Kredietcrisis te bestrijden (zie Amerikaans economisch reddingsplan 2008).

## Toezicht
Het toezicht dat de FDIC kan uitoefenen heeft betrekking op de liquiditeits- en reservepositie van deelnemende banken, die omgekeerd invloed heeft op de premies die zij dienen af te dragen. Banken worden onderverdeeld in vijf klassen (gebaseerd op kapitaalratio):
- Goed gekapitaliseerd: 10% of meer
- Voldoende gekapitaliseerd: 8%-10%
- Ondergekapitaliseerd: minder dan 8%
- Sterk ondergekapitaliseerd: minder dan 6%
- Kritieke kapitalisatie: minder dan 2%.

Bij sterk ondergekapitaliseerde banken heeft de FDIC het recht wijzigingen in het management aan te brengen en andere correcties af te dwingen; "kritieke" banken kunnen door de FDIC insolvent worden verklaard, waarna zij het management overneemt.

## Rol van de FDIC tijdens de kredietcrisis
Mede door haar toezichthoudende functie heeft de FDIC grote invloed op het Amerikaanse bankenstelsel, en is haar voorzitter na de president van de Federal Reserve (FED) de belangrijkste financiële adviseur van de regering. Tijdens de kredietcrisis was Sheila Bair haar voorzitter. In juni 2008 nam de FDIC de Californische bank IndyMac over en was betrokken bij de overname van Wachovia door Citigroup in oktober 2008, maar uiteindelijk bood Wells Fargo meer. In beide gevallen stond de FDIC garant voor schulden van de over te nemen bank.
De FDIC speelde een grote rol in het Amerikaanse economische reddingsplan van 2008 (ook wel het bailout plan of plan-Paulson genoemd). Dit plan bestond uit een reddingsoperatie van US$ 700 miljard bestemd voor kapitaalsinjecties in banken om de financiële markten te stabiliseren. Daarnaast lanceerde de regering een garantieplan voor nieuw uit te geven leningen (senior debt) ter waarde van US$ 1500 miljard, alsmede garanties van renteloze deposito's voor US$ 500 miljard (met name bestemd voor kleinere ondernemingen), uit te voeren door de FDIC. Hiertoe deed president Bush een beroep op een uitzondering in de wet die de bevoegdheden van de FDIC regelt, namelijk in het geval van "systemic risk" (systeembedreigend risico).